# 小原寛明
小原 寛明（おはら ひろあき、1950年 - ）は、高知県出身の元アマチュア野球選手（捕手）。

## 来歴・人物
高知商ではエース中川由紀雄（法大）らを擁し1968年春の選抜に出場。1回戦で磐城高に10-4で勝利。しかし2回戦は箕島高の東尾修に抑えられ1-2で惜敗。同年夏の甲子園県予選は準決勝で高知高に敗れる。
法政大学に進学。東京六大学野球リーグでは1969年秋季リーグからの4連覇を経験。1972年には中村裕二の後継として捕手の定位置を獲得し、同年秋季リーグではベストナイン（捕手）に選出される。同年の明治神宮野球大会は決勝で関大の山口高志に完封を喫し準優勝。大学同期に池田信夫、竹内昭文、長崎慶一、伊達泰司、松村彰士がいた。
卒業後は東芝に入社。1977年の都市対抗に出場するが2回戦で松下電器に敗退。1978年の都市対抗では決勝に進出、エース黒紙義弘が日本鋼管の木田勇に投げ勝ち4-0で完封勝利、優勝を飾る。この大会では優秀選手賞を獲得、同年の社会人ベストナインに選出されるが、この年限りで現役引退。